# Diloa antipodialis
Diloa antipodialis là một loài tò vò trong họ Ichneumonidae.